# Bugatti Atlantic (concept car)
El Bugatti Atlántico es una versión moderna del Bugatti Tipo Atlántico 57. Por lo que queda como un  prototipo y estuvo construido en Wolfsburg, de la sede de Volkswagen. Es también apodado el Bugatti Guijarro.

## Visión general
El Atlántico incorpora varios elementos del Volkswagen Grupo, el cual habría hecho el automovilístico menos caro que el otro Bugattis marketed durante el tiempo, y por tanto hacerlo su entrada-nivel.
El Volkswagen fue un escándalo de emisiones, el cual implica que la compañía de padre puso punto final al proyecto, como hizo con los otros. Esto impidió una presentación del Atlántico en el Espectáculo de Motor de la Geneva en 2016 y en Playa de Guijarro en 2015.
Un 4-litro V8 motor, tomado del Veyron estuvo pretendido para él, así como un chasis de carbono. Dos modelos estuvieron planeados para venderlos, concretamente las versiones coupe y roadster. con motores térmicos o eléctricos. El vehículo era también para beneficiar la búsqueda tecnológica pretendida para el Porsche Taycan. Recordando un  chrome backbone carreras del capote al trasero y por tanto pagando homenaje al 1936 coche moderno.